# Мартинківці
Марти́нківці — село в Україні, у Сатанівській селищній територіальній громаді Хмельницького району Хмельницької області. Населення становить 124 осіб. В селі на річці Збруч знаходиться Мартинківська ГЕС.

## Історія
За однією з версій, у V тис. до н.е. спільнота села Мартинківці однією з перших на теренах сучасного Городоцького району Хмельницької області приручила коней, а сама назва села утворена від поєднання санскритських слів мард+атя+іна+їв+ці, що означає «полюванням на коней багато живуть».
Згідно з камеральним і топографічним описом поселень Проскурівського повіту Подільської губернії 1797-1799 рр., село мало назву Мартынковцы і належало одній із найвідоміших жінок в Речі Посполитій XVIII століття, княгині Ізабелі Любомирській. В селі знаходилась дерев’яна православна церква Святого Архистратига Михаїла.
Зараз у селі є каплиця, а по дорозі на Сатанів — три кургани.

## Населення

### Мова
Розподіл населення за рідною мовою за даними :
| Мова       | Кількість | Відсоток |
| ---------- | --------- | -------- |
| українська | 124       | 100%     |

## Символіка
Герб та прапор затверджені 22 грудня 2017 р. рішенням №14 XIV сесії сільської ради VII скликання. Автор — П.Б.Войталюк.
Щит поділений срібною нитяною ламаною в три згини кроквою. У першій синій частині золоте шістнадцятипроменеве сонце, у нижній золоте кільце, від якого розходяться три золотих хрести. Щит вписаний у декоративний картуш і увінчаний золотою сільською короною. Унизу картуша напис "МАРТИНКІВЦІ".
Ламана кроква — стилізована перша літера назви села, золоте сонце — символ Поділля, пробите кільце з хрестами — родовий символ Ліпінських, колишніх власників села.

## Туризм
Село Мартинківці — бальнеологічний пункт у межах Збручанського бальнеологічного підрайону, де ключовим курортом є смт Сатанів. Сюди приїжджають заради мінеральної води «Збручанська» типу "Нафтуся". Тут також знаходяться відпочинкові комплекси "Мартинківці", "Софія" і "Заграва". Є невелике водосховище, де можна порибалити чи покататися на катамаранах.
У 2022 р. в рамках проєкту «Будуємо Україну разом» у Мартинківцях відремонтовано покинутий дитячий табір "Над Збручем" для відпочинку родин-переселенців.

## Відомі люди

### Народилися
- Анатолій Заблуда (нар. 1953) — український художник-графік, літератор.

## Галерея

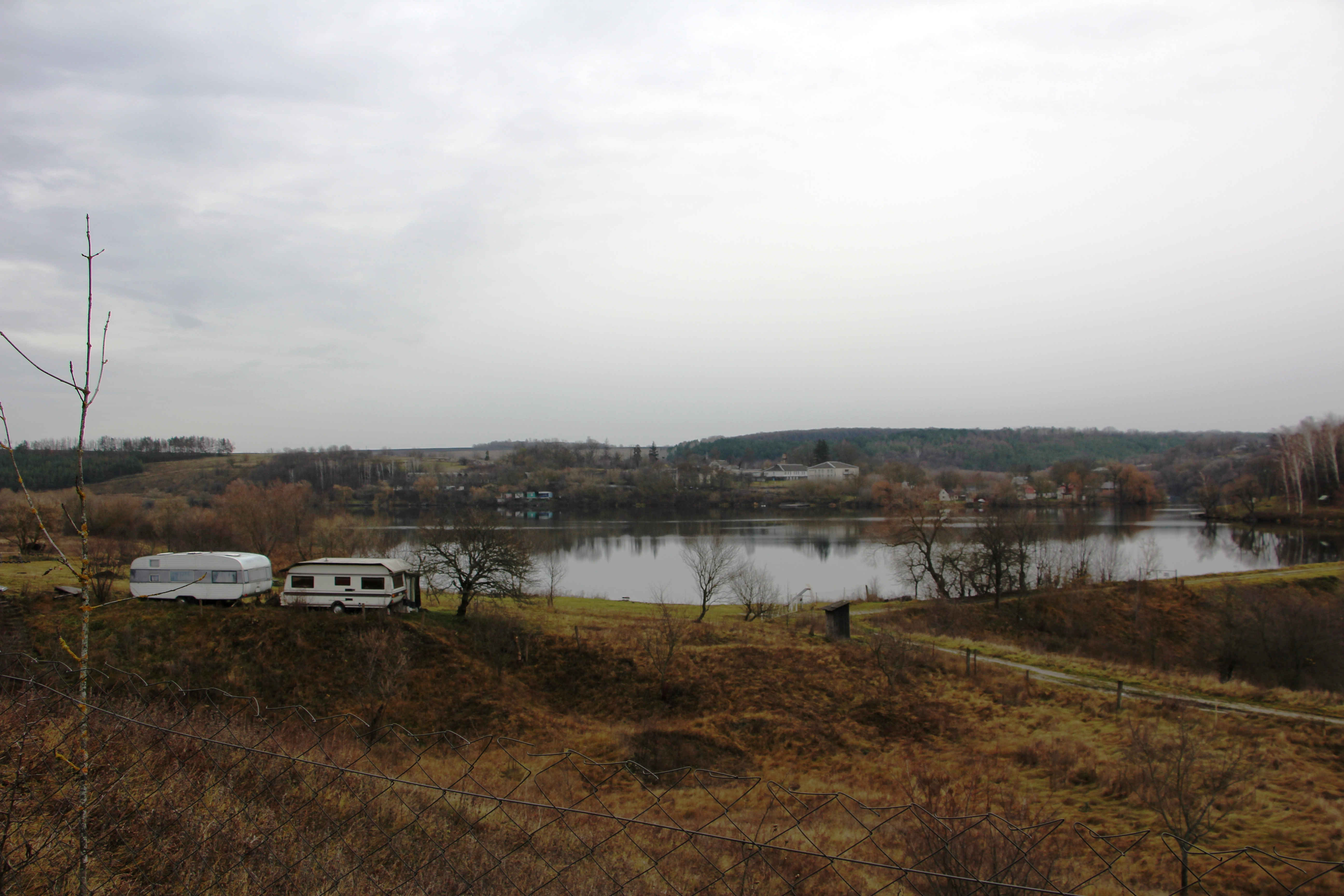
Водосховище біля села
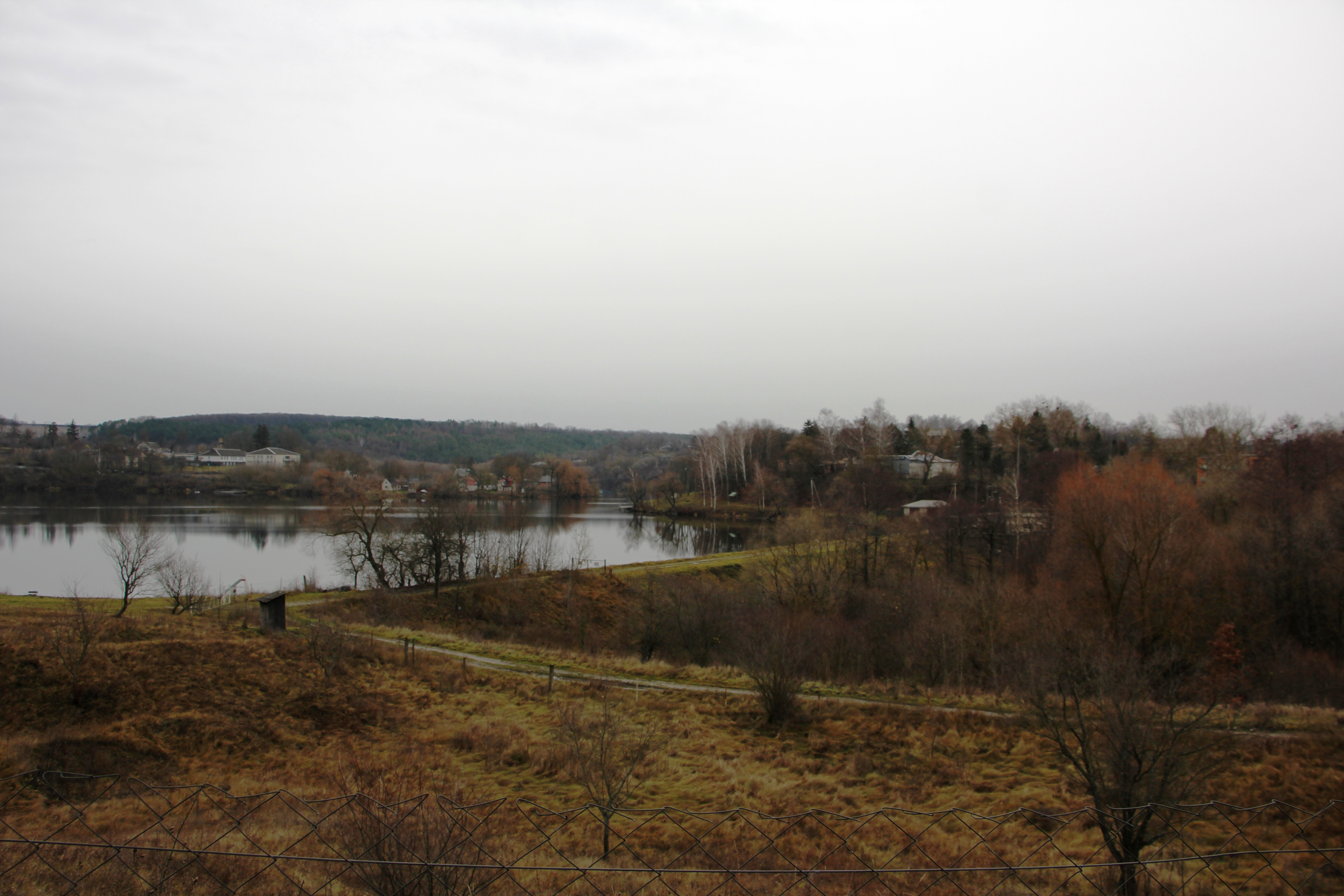
Водосховище біля села
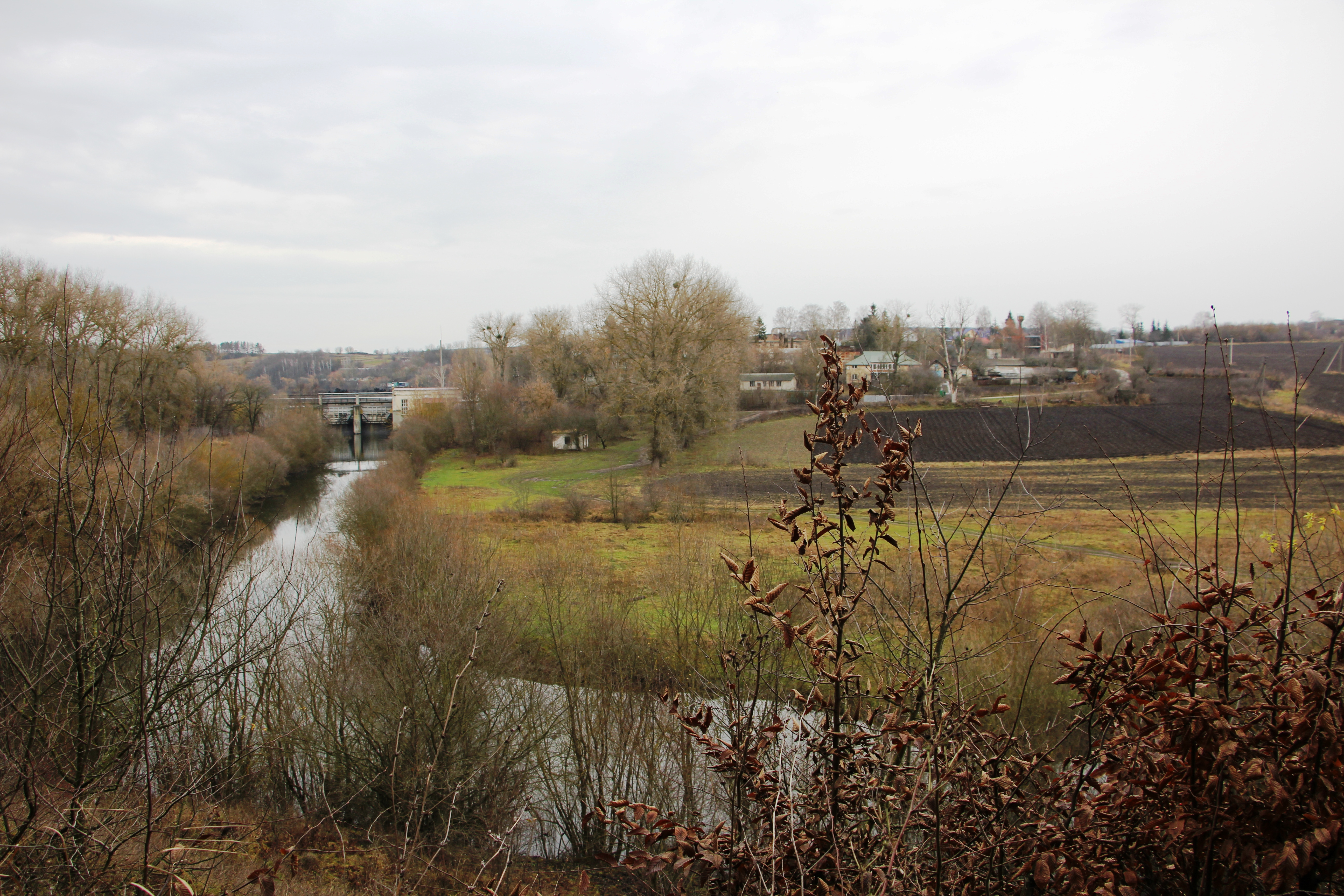
Дамба на р.Збруч
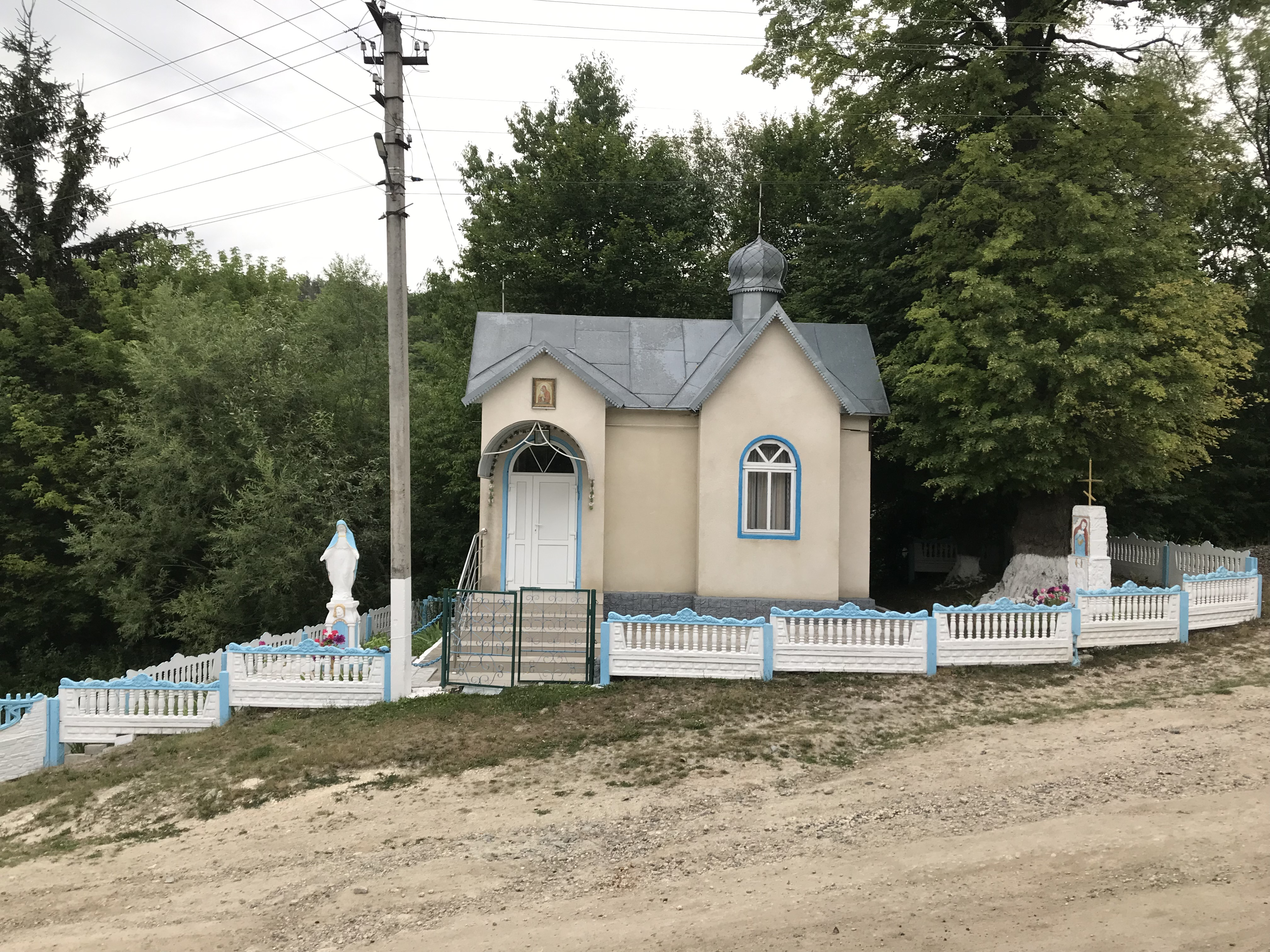
Місцева каплиця
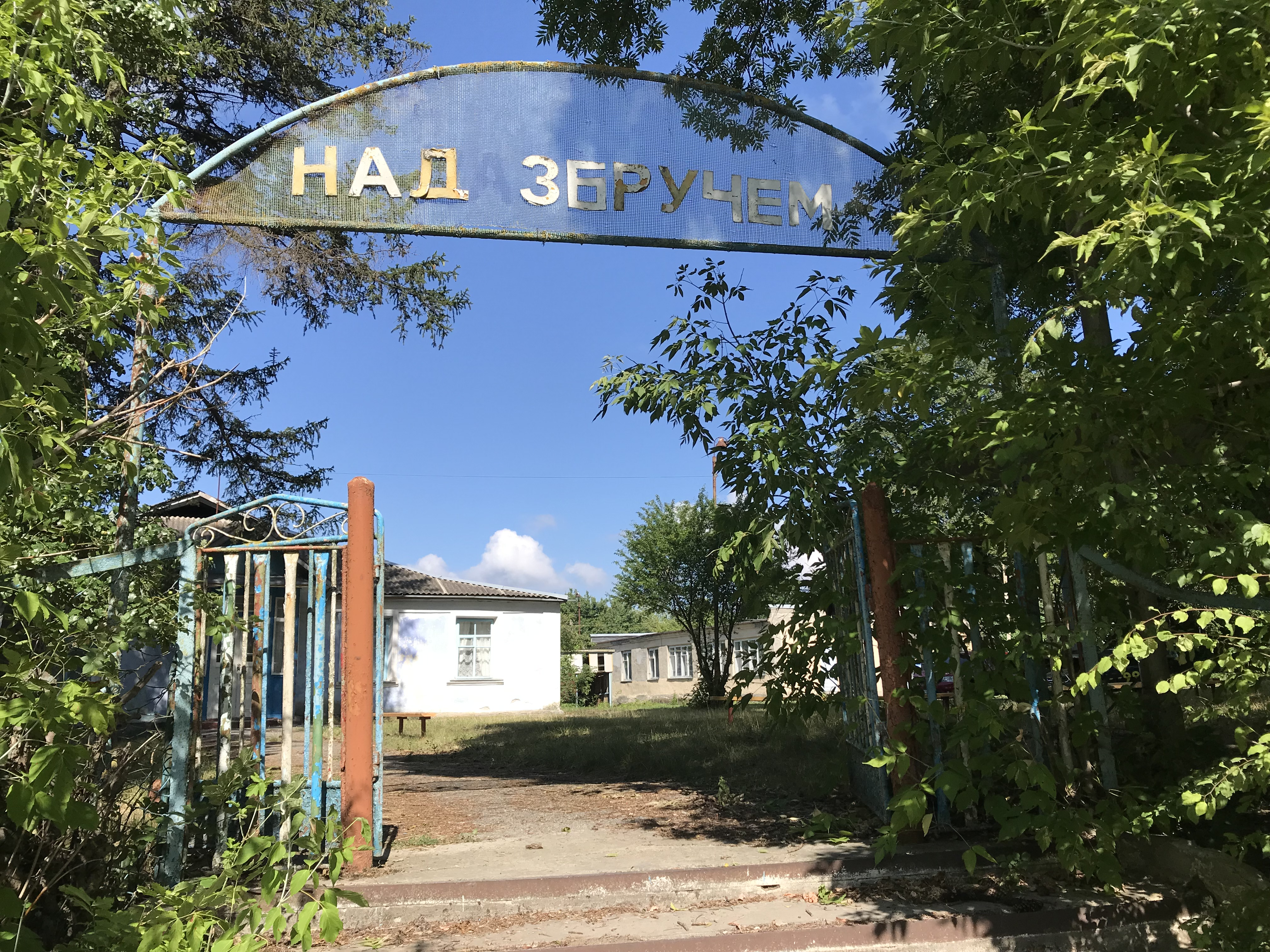
Вхід до табору "Над Збручем"
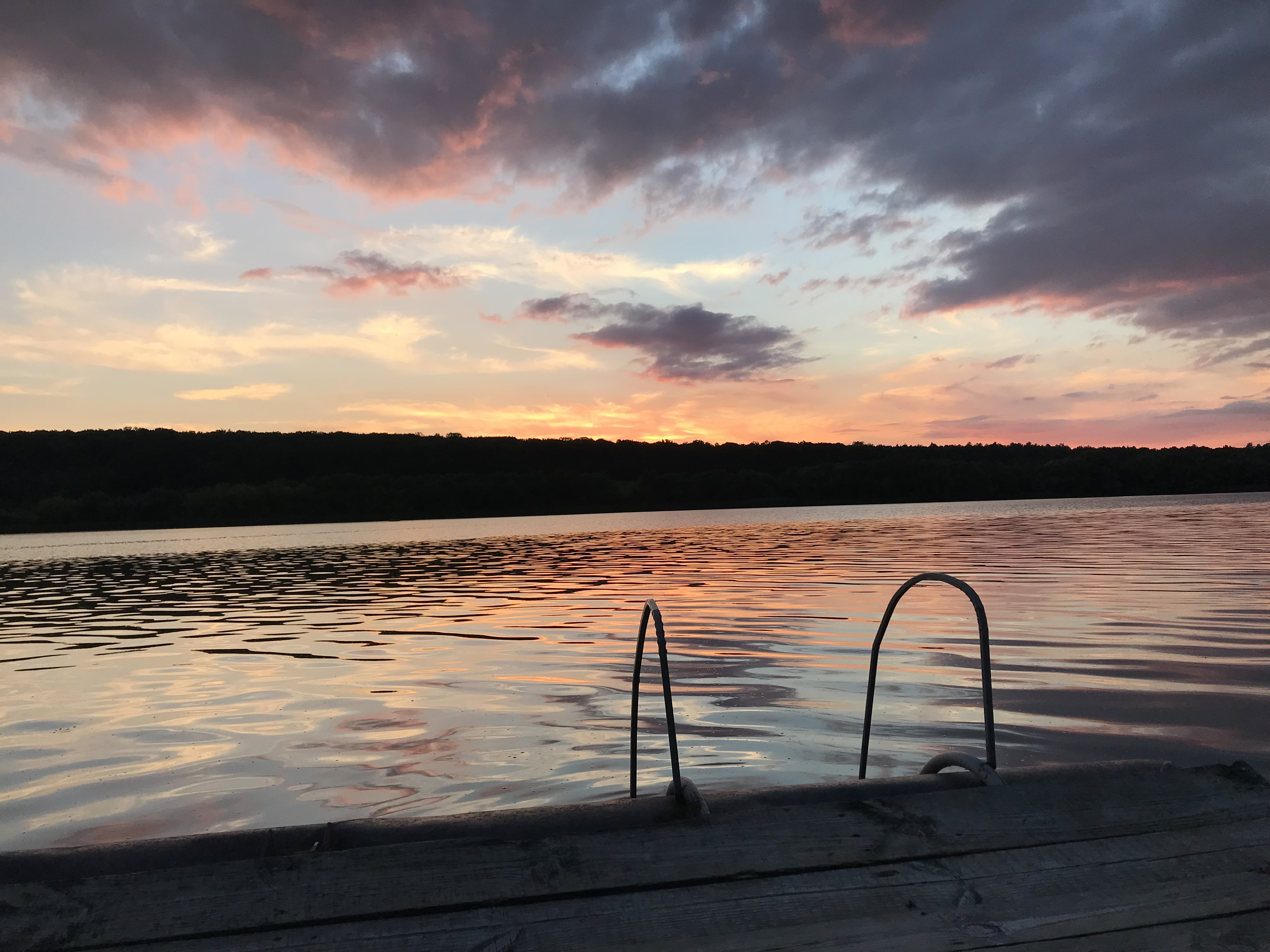
Краєвид на річці Збруч
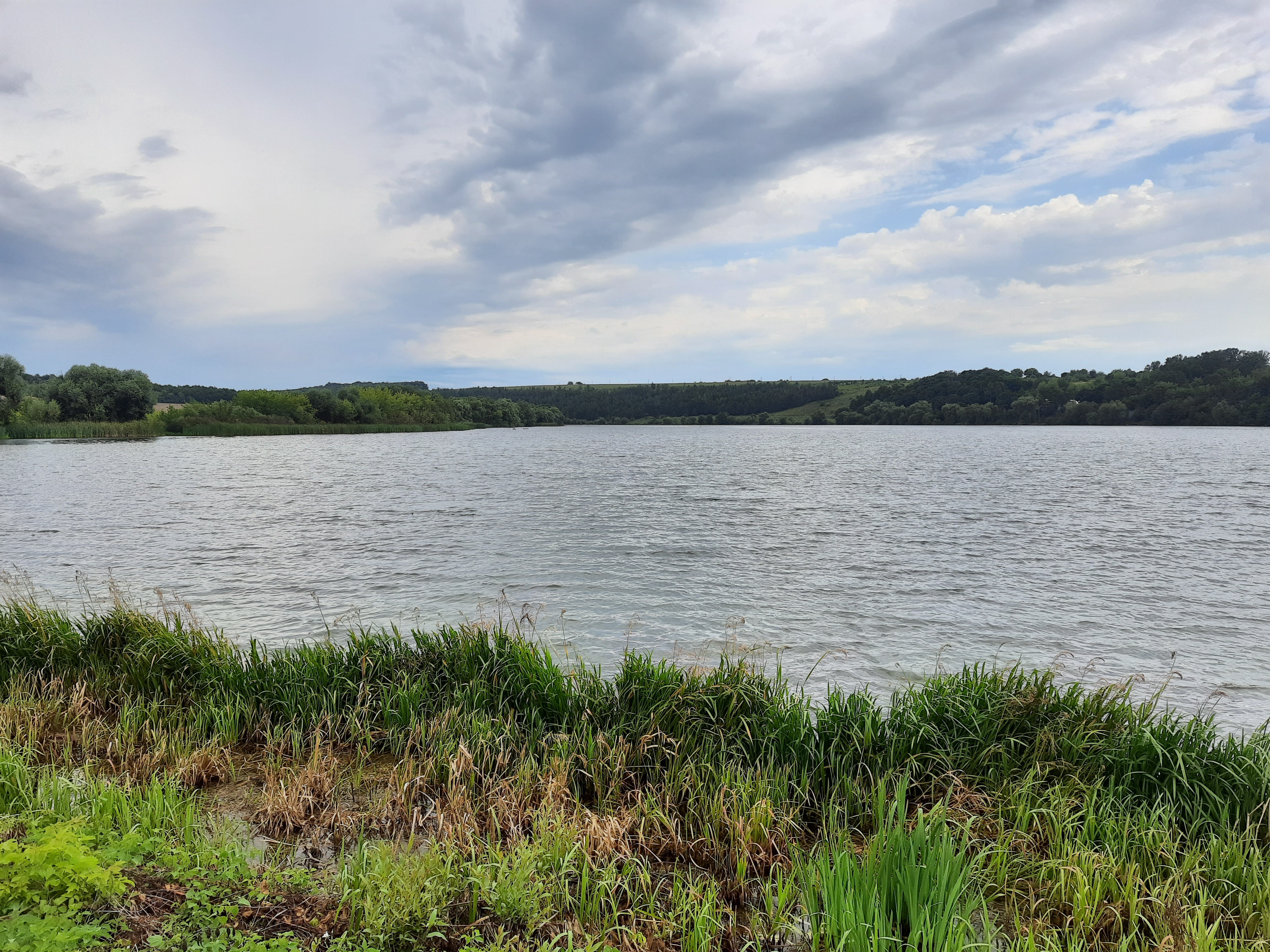
Водосховище
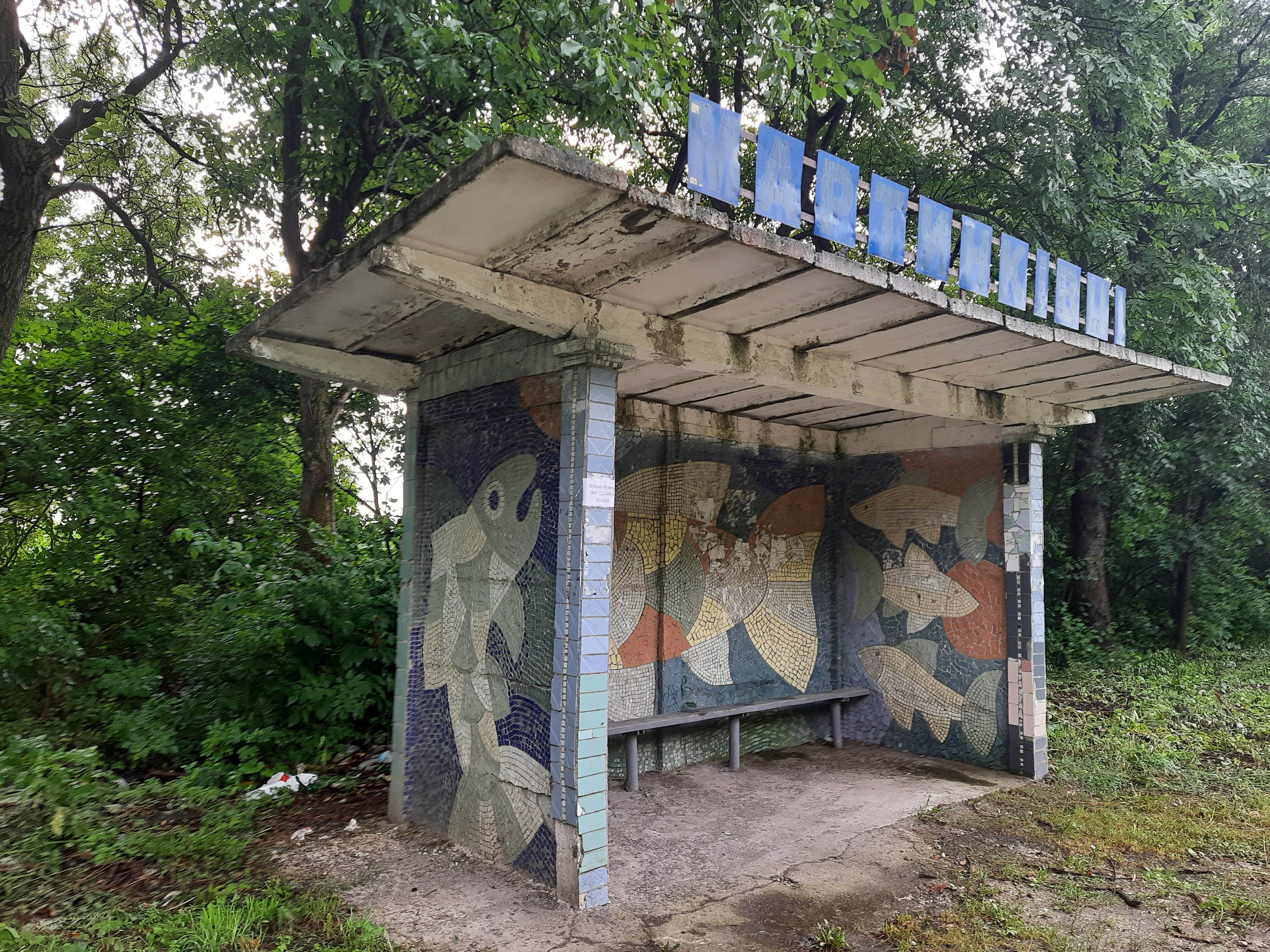
Автобусна зупинка біля села